# Kevin Tenney
Kevin Tenney est un réalisateur, scénariste et producteur américain né le 16 octobre 1955 à Honolulu, Hawaï.

## Biographie
Il a réalisé plusieurs films fantastiques, séries B et films familiaux.

## Filmographie

### Acteur
- 1989 : Witchtrap
- 1998 : L'Invasion finale (en) (The Second Arrival)
- 2002 : Endangered Species - Alien Invasion (en) (Endangered Species)

### Producteur
- 1989 : Witchtrap
- 2007 : Brain Dead (en)
- 2009 : Night of the Demons
- 2014 : You're Invited: The Making of Night of the Demons (documentaire) de Aine Leicht
- 2014 : Progressive Entrapment: The Making of Witchboard (documentaire) de Aine Leicht

### Réalisateur
- 1984 : Book of Joe (court métrage)
- 1986 : Witchboard
- 1988 : La Nuit des Démons (Night of the Demons)
- 1989 : Witchtrap
- 1989 : The Cellar (en)
- 1990 : Peacemaker (en)
- 1993 : Witchboard 2: la planche aux maléfices (Witchboard 2: The Devil's Doorway)
- 1996 : La Revanche de Pinocchio (Pinocchio's Revenge)
- 1997 : Demolition University (ja)
- 1998 : L'Invasion finale (en) (The Second Arrival)
- 2000 : Tick Tock
- 2002 : Endangered Species - Alien Invasion (en) (Endangered Species)
- 2007 : Brain Dead (en)
- 2009 : Bigfoot (en)

### Scénariste
- 1984 : Book of Joe (court métrage)
- 1986 : Witchboard
- 1989 : Witchtrap
- 1990 : Peacemaker (en)
- 1993 : Witchboard 2: la planche aux maléfices (Witchboard 2: The Devil's Doorway)
- 1995 : Witchboard III: The Possession de Peter Svatek
- 1996 : La Revanche de Pinocchio (Pinocchio's Revenge)
- 1997 : La Nuit des Démons 3 (Night of the Demons 3) de Jim Kaufman
- 2000 : Tick Tock
- 2002 : Endangered Species - Alien Invasion (en) (Endangered Species)